# Langevåg (Bømlo)
Langevåg is een plaats in de Noorse gemeente Bømlo, provincie Vestland. Langevåg telt 704 inwoners (2007) en heeft een oppervlakte van 1,17 km².
Foldrøy · Langevåg · Melandsvågen · Mosterhamn · Rubbestadneset · Svortland